# Karnapgården (Viborg)
Karnapgården er en gammel historisk bygning som er beliggende i Viborg, i Sct. Mogens Gade i det gamle latinerkvarter.

## Historie
Bygningen stammer fra 1643 og er i tidens løb blevet udvidet flere gange. Den er opført af dr. med. Christen Schütte. Fundamentet er ældre end den nuværende bygning, hvor en del af stenene, som anvendtes som byggematerialer, stammer fra nogle af byens sognekirker, som blev nedrevet i 1529.
Biskop Henrik Gerners enke købte bygningen i 1701 og blev siden overtaget af sønnen, som var borgmester i 25 år.
Bygningen er en del af af et tidligere tre-længet kompleks, og har gennem tiderne været anvendt som beboelse for forskellige embedsmænd samt fungeret som værksted for lokale håndværkere.
I dag ejes og udlejes bygningen af Boligselskabet Sct. Jørgen. Blandt beboerne er folketingsmedlem Jens Christian Lund og Viborgs forhåndværende borgmester Johannes Stensgaard.
Ejendommen er forsynet med en karakteristisk vejrhane og husets forside er prydet af stor storkerede, som ikke har huset storke, men er en del af husets facade.